# Эрикссон, Даниэль
Даниэль Эрикссон (род. 20 октября 1974 года) - шведский хоккеист с мячом.

## Карьера
Основную часть карьеры (1993-2003, 2004-2008, 2009-2011) провел в родном клубе «Сандвикен».
Пятикратный чемпион Швеции - 1997, 2000, 2002, 2003, 2011.
Два сезона провёл в российском чемпионате. В сезоне 2003/04 играл в архангельском «Воднике». А в сезоне 2008/09 выступал за «Динамо-Москва». В чемпионатах России провёл 51 игру, набрав 17+3 очка, в кубковых встречах провёл 14 игр, набрав 8+1 очко.
В 2004 году включался в список 22 лучших игроков сезона чемпионата России.
Привлекался в сборную Швеции. Двукратный чемпион мира - 2003, 2005.